# 睡眠欲
睡眠欲（すいみんよく）とは、睡眠に対する欲求である。一般的には、眠気、睡魔と呼ばれる。
食欲・性欲と並ぶ人間の三大欲求の一つであり、仏教用語の五欲（財欲、色欲、飲食欲、名欲、睡眠欲）の一つである。
日中に眠気に襲われるナルコレプシー、食後の眠気、病気、認知症などでは「傾眠傾向」と呼ばれるうとうとしやすい状態があらわれ、高熱や重症になった人間は「嗜眠」と呼ばれる意識障害などによって睡眠に陥る。症状としては、傾眠はICD-10分類で「R40.0 傾眠」に分類されている。

## 概要
睡眠欲にどこまで抵抗出来るかは、断眠実験によって調べられている。ネズミを使った実験によると2 - 3週間の断眠で死に至ることが報告されている。ネコの場合も15日で死亡した記録がある。これらの動物が死に至った死因は特定できていないが、可能性が高いのはストレス反応であると考えられている。
ヒトにおいては、睡眠科学の分野で最も有名な記録として、1946年に行われたランディ・ガードナーの断眠実験がある。その記録は、クリスマス休暇中の自由研究課題を「睡眠不足が人体に与える影響」とした仲間たちがコイントスで被験者を決め、当時16歳のガードナーが断眠することとなった。スタンフォード大学の睡眠学研究者William C. Dementが立ち合い、断眠終了後に海軍病院でアメリカ海軍医官 John J. Ross 少佐らが脳波を取るなどの健康への影響や記録をとった。結果として、264時間の連続不眠時間というギネス記録と研究者の貴重な記録となった。
ギネス記録は1986年に453時間40分の最長記録を記録したが、1997年以後は複数の理由から記録の受付を行っていない。その理由として「精神的および身体的健康に悪影響を与える可能性」、「記録が難しいマイクロスリープと呼ばれる短時間の睡眠状態が発見されたこと」、「非常にまれな遺伝性疾患である致死性家族性不眠症患者の中に記録を破って致死に至った可能性」などがあげられている。
これらの多くの記録では、分析能力、触覚・嗅覚などの知覚、記憶、意欲、発話、運動機能に悪影響や異常を起こし、数日間睡眠を奪われると妄想や幻覚などが現れた。さらに、身体的にも体重減少、免疫力の低下などの異常がみられる。

## 眠気を起こす要因
疲労感、酸素の濃度低下による疲労感、食後の眠気、病気、認知症などによって、眠気が引き起こされる。
また、前日の睡眠不足、睡眠の質が悪いと睡眠負債となり、日中に眠気として現れる。

## メカニズム

### 睡眠物質の増加
覚醒し続けていると、脳内に睡眠物質 (Sleep-promoting substances)が蓄積され、睡眠への欲求である睡眠圧（sleep pressure）となる。この睡眠物質が溜まると眠気を引き起こし、睡眠を維持する。
プロスタグランジンD2
ヒトにおいては、プロスタグランジンD2は、DP1受容体を刺激しアデノシン濃度を上げることでアデノシンA2A受容体を活性化させ、ヒスタミン系覚醒中枢を阻害することで眠気を引き起こす。
同じようなメカニズムで、第1世代の抗ヒスタミン薬は、ヒスタミン系覚醒中枢を阻害することで眠気を引き起こす。
アデノシン
生物がエネルギーとして利用しているアデノシン三リン酸（略称：ATP）が分解されると疲労物質アデノシンとなる。アデノシンがアデノシン受容体A1、A2Aを活性化させ、疲労回復を行うために睡眠が誘発される。
メラトニン
概日リズム(生体時計)に関与する細胞に時間を教えるホルモンで睡眠物質ではないが、メラトニンを生成する能力がない場合は不眠症となり、メラトニンを補給すると睡眠が誘発される。
サイトカイン
病気になると、免疫機能が活発となりインターロイキン-1βや腫瘍壊死因子を含むサイトカインが増加し睡眠を誘発させる。
そのほか、ウリジン、ビタミンB12、酸化型グルタチオン (GSSG) や睡眠薬（ベンゾジアゼピン、ラメルテオン）なども睡眠を誘発させる。

### 覚醒物質の抑制
睡眠物質とは逆に覚醒状態を維持するための覚醒物質がある。覚醒物質の量が低下すると眠気を生じる。
オレキシン
オレキシンは、食欲・覚醒状態を生み出す神経ペプチドである。食欲が満たされることで産出量が低下したり、オレキシンをつくる神経細胞が破壊されていると眠気が起きる。
そのほかに、ヒスタミン、ノルアドレナリンなども覚醒に関わる。

### 眠気覚ましのメカニズム
眠気覚ましとして、カフェインを含む飲料などが利用される。カフェインは先の説明にあったアデノシンに似た構造を持ちアデノシン受容体を阻害することで、疲労感をごまかし眠気覚ましとなる。

## 検査
他者評価
- 顔表情眠気評定尺度（facial expression evaluation）[19]
- ドライバーモニタリングシステム（英語版）という車に装備された運転手の覚醒状態を評価し、ドライバーの意識レベルが低下した場合には車を停止させるシステムでは、表情の画像データ、座席への圧力のかかり方、呼吸情報、心拍などからドライバーの眠気の推察が行われる[20][21]。

自己評価法
- エプワース眠気尺度（英語版）
- スタンフォード眠気尺度（英語版）
- カロリンスカ眠気尺度 (Karolinska Sleepiness Scale) [19]